# Свети Никола (Вогяни)
„Свети Никола“ (на македонска литературна норма: „Свети Никола“) е възрожденска православна църква край прилепското село Вогяни, югозападната част на Северна Македония. Част е от Крушевско-Демирхисарската епархия на Македонската православна църква – Охридска архиепископия.

## География
Църквата се намира в северната част на селото.

## История и архитектура
Църквата е построена е в XIX век. В църквата има надгробен камък от бял мрамор, чиято горна част представлява колесница, теглена от четири коня. Под релефа има надпис в четири реда. В църквата има и боздуган от бял мрамор, който има релефно изображение на кон от едната страна.

## Галерия
- Селските гробища
- Фрескопис
- Вътрешността
- Апсидата
- Поглед към църквата
- Ниша с фреска над входа
- Камбанарията
- Помощен обект
- Фрески
- Главният вход